# Northrop YF-17
El Northrop YF-17 (conocido popularmente como Cobra) fue un prototipo de avión de caza diurno y ligero diseñado para el programa de evaluación tecnológica Caza Ligero (Light Weight Fighter, LWF) de la Fuerza Aérea de los Estados Unidos. El proyecto LWF se creó debido a que el F-15 Eagle era demasiado grande y caro para realizar muchas tareas de combate.
Fue la culminación de una larga línea de diseños de Northrop, comenzando con el N-102 Fang en 1965, que continuó en la serie del F-5. Aunque perdió la competición frente al F-16, fue seleccionado para la nueva especificación VFAX. Posteriormente, el F/A-18 Hornet fue adoptado por la Armada de los Estados Unidos y el Cuerpo de Marines para reemplazar al A-7 Corsair II y al F-4 Phantom II, y para complementar al F-14 Tomcat.
Este diseño, concebido como un caza ligero, aumentaría en tamaño para crear el F/A-18 Hornet, de dimensiones parecidas al F-15 original, para realizar tareas de ataque, de guerra electrónica y de avión cisterna.

## Desarrollo

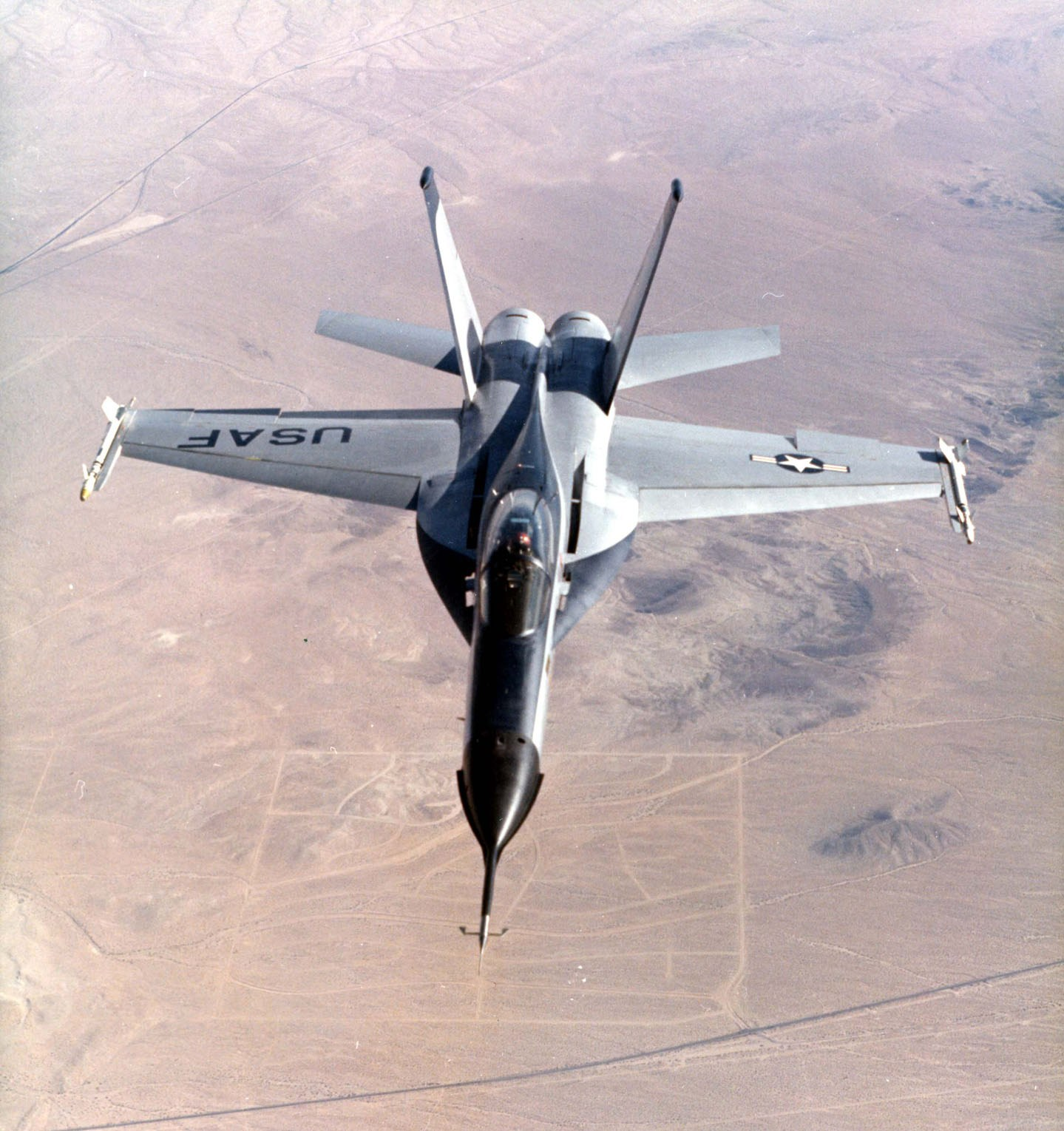
Northrop YF-17 "Cobra".

### Antecedentes
El diseño de los elementos principales del avión comenzó a principios de 1965, a partir del proyecto interno N-300 de Northrop. El N-300 estaba basado en el F-5E, con un fuselaje extendido, pequeñas extensiones del borde de ataque (LEX) y turborreactores GE15-J1A1 de 40 kN de empuje cada uno. Las alas se movieron más arriba en el fuselaje para aumentar la flexibilidad de la carga. El N-300 evolucionó al P-530 Cobra, que utilizaba motores GE15-J1A5 de 57,8 kN de empuje con una relación de derivación muy baja. El flujo de derivación era un chorro frío en la parte trasera del motor, consiguiendo el apodo de "turborreactor con goteras", que permitía construir la bodega de los motores con materiales más ligeros y baratos.
La forma alar y el morro del P-530 eran similares a los del F-5, con una forma trapezoidal formada por un ángulo de 20° y un borde de fuga sin ángulo, pero duplicando la superficie alar. Las alas, montadas inicialmente en la parte superior del fuselaje, se fueron trasladando gradualmente a una posición media. Su característica más distintiva eran las extensiones de las raíces de los bordes de ataque (LERX), que se estrechaba hacia el fuselaje bajo la cabina. Permitía realizar maniobras con ángulos de ataque superiores a 50° y proporcionaba un 50 % más de sustentación. Las extensiones también servían para suavizar el flujo de aire que llegaba a las tomas de los motores en ángulos de ataque altos. Su aspecto similar a la cabeza de una cobra consiguió que el avión tuviese ese apodo, que sería adoptado por el YF-17. Los estudios demostraron que un único estabilizador vertical era insuficiente para ángulos de ataque altos y se cambió a dos estabilizados gemelos inclinados 45°. El resultado fue un avión con estabilidad longitudinal y maniobrabilidad mejorada. Sin embargo, Northrop no confiaba en los controles fly-by-wire, por lo que mantuvo los sistemas de control mecánicos. El avión, que se presentó el 28 de febrero de 1971, fue anunciado como un modelo de 18 000 kg de peso máximo y velocidad máxima de Mach 2, pero no despertó mucho interés entre los compradores extranjeros.

### Pruebas y evaluación

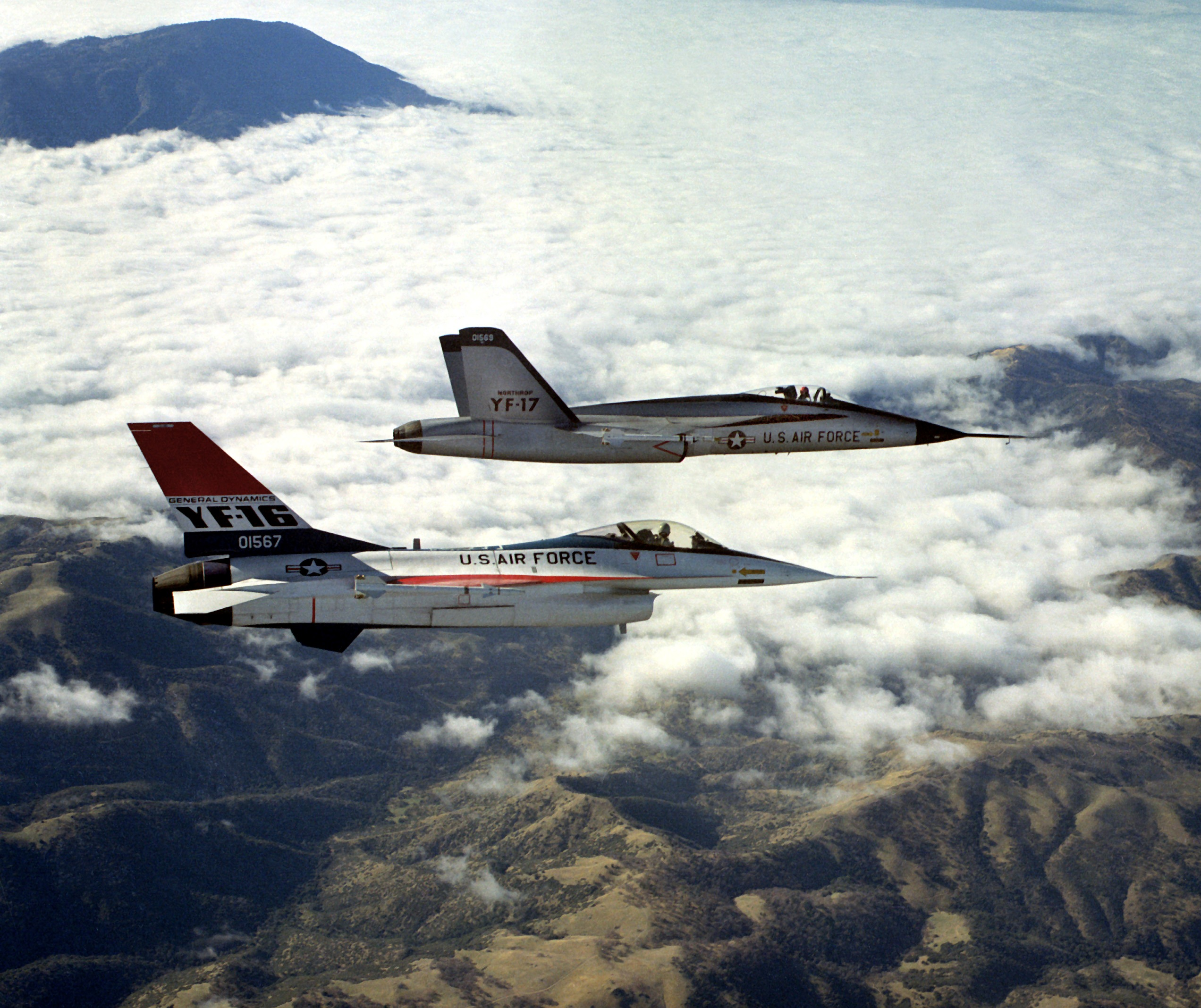
YF-17 junto a un YF-16, prototipo del F-16.

Cuando se anunció el programa Light Weight Fighter en 1971, Northrop modificó el P-530 al diseño P-600, que sería designado como YF-17A. Mientras que el P-530 tenía la intención de ser un avión polivalente, el P-600 iba a ser estrictamente un demostrador de combate aire-aire y, en consecuencia, se trasladó el cañón de la parte inferior del fuselaje a la parte superior. El diseño del YF-17 y del motor prototipo YJ101 (un desarrollo del motor GE15) consumió más de un millón de dólares y 5000 horas en pruebas de túnel de viento.
El primer prototipo (con matrícula 72-1569) se presentó en Hawthorne el 4 de abril de 1974, y realizó su primer vuelo en la Base Edwards el 9 de junio. El segundo (72-1570) voló por primera vez el 15 de agosto de ese año. Durante 1974, el YF-17 compitió contra el YF-16 Fighting Falcon de General Dynamics. Los dos prototipos realizaron 288 vuelos de pruebas, con un total de 345,5 horas. El YF-17 alcanzó una velocidad máxima de Mach 1,95, un factor de carga de 9,4 g y una altitud máxima superior a 15 240 m. Podía mantener un ángulo de ataque de 34° en vuelo nivelado y de 63° en ascenso.
La Armada de los Estados Unidos tenía una pequeña participación en el programa LVF. En agosto de 1974, el Congreso ordenó a la Armada que hiciese el máximo uso de la tecnología y hardware del LVF para su nuevo cazabombardero ligero, el VFAX. Como ningún contratista tenía experiencia con cazas navales, buscaron socios que les proporcionasen experiencia. General Dynamics se unió con LTV Aerospace y Northrop con McDonnell Douglas. Cada equipo envió sus diseños revisados con las necesidades de la Armada de un radar de largo alcance y capacidad polivalente.

### Origen del F/A-18

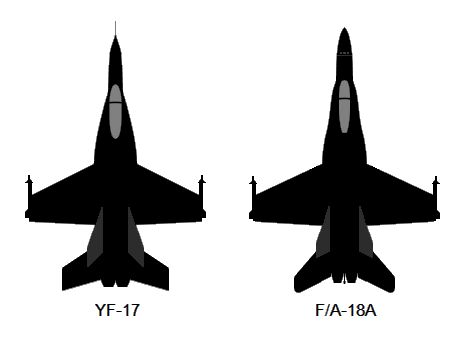
Comparación entre el YF-17 y el F/A-18.

Aunque Northrop esperaba ser el ganador debido a sus años de experiencia en cazas ligeros y al historial del diseño del P-530, la Fuerza Aérea seleccionó al YF-16 en enero de 1975. El YF-16 era ligeramente más veloz y utilizaba un motor común con el F-15 Eagle. La Armada no creía que el YF-16 de un único motor y tren de aterrizaje estrecho fuese apropiado o fácil de adaptar a las operaciones en portaaviones, y rechazó adoptar el diseño. En mayo de 1975, la Armada obtuvo la aprobación para desarrollar su propio avión basado en el YF-17. Al convertirse en un proyecto naval, la Armada designó a McDonnell Douglas como contratista principal. Como los requisitos de la Armada eran diferentes a los de la USAF, el avión fue modificado intensamente: el F/A-18 resultante no compartía ni las dimensiones ni las estructuras del YF-17.

### Vuelos de pruebas
El prototipo del YF-17 de matrícula 72-1569 fue enviado al Centro de Investigación Dryden de la NASA para desarrollar estudios de la resistencia de base, del 27 de mayo al 14 de julio de 1976, antes de que volase el primer prototipo del F/A-18, que estaba en desarrollo.

## Diseño
El YF-17 estaba fabricado principalmente con aluminio, en una estructura de semimonocasco convencional, aunque más de 400 kg de su estructura eran de un compuesto de grafito y epoxi. El morro contenía un radar de alcance sencillo. Las alas no llevaban combustible y las zonas como el borde de ataque y de salida estaban compuestos por un núcleo en forma de colmena de Nomex. La parte posterior del avión llevaba estabilizadores completos de aluminio y los estabilizadores verticales eran de construcción convencional. Un aerofreno se localizaba encima y entre los motores.
El avión estaba propulsado con un par de motores turbofán General Electric YJ101-GE-110 de 67 kN de empuje cada uno, montados uno al lado del otro para reducir la asimetría en caso de pérdida de un motor. Cada motor utilizaba un sistema hidráulico independiente. A diferencia del P-530, el YF-17 llevaba un esquema parcial de control fly-by-wire, denominado como Sistema de Control Aumentado Electrónico (CAS).

## Variantes
N-300
Proyecto interno de Northrop.
P-530 Cobra
Evolución del proyecto N-300.
P-600
Evolución del proyecto P-530.
YF-17A
Designación militar del P-600, dos construidos.

## Aviones en exhibición
- 72-1569: Western Museum of Flight en Torrance, California.[5]
- 72-1570: Battleship Memorial Park en Mobile, Alabama.[6]

## Especificaciones (YF-17A)

### Características generales
- Tripulación: Uno (piloto)
- Longitud: 17 m (55,8 ft)
- Envergadura: 10,5 m (34,4 ft)
- Altura: 5 m (16,4 ft)
- Superficie alar: 32 m² (344,5 ft²)
- Peso vacío: 7800 kg (17 191,2 lb)
- Peso cargado: 10 430 kg (22 987,7 lb)
- Peso máximo al despegue: 15 580 kg (34 338,3 lb)
- Planta motriz: 2× turbofán con postcombustión General Electric YJ101-100.
  - Empuje normal: 64 kN (6526 kgf; 14 388 lbf) de empuje cada uno.

### Rendimiento
- Velocidad máxima operativa (Vno): Mach 1,95
- Alcance: 4500 km (2430 nmi; 2796 mi)
- Techo de vuelo: 18 000 m (59 055 ft)
- Régimen de ascenso: 250 m/s (49 212 ft/min)
- Carga alar: 320 kg/m² (65,5 lb/ft²)
- Empuje/peso: 1,25

### Armamento
- Cañones: 

  - 1x M61 Vulcan de 20 mm
- Misiles: 

  - 2× misiles aire-aire AIM-9 Sidewinder

## Aeronaves relacionadas

### Desarrollos relacionados
- Northrop F-5
- McDonnell Douglas F/A-18 Hornet
- Boeing F/A-18E/F Super Hornet

### Aeronaves similares
- General Dynamics F-16 Fighting Falcon
- Mikoyan MiG-29

### Secuencias de designación
- Secuencia N-_ (interna de Northrop): ← N-250 - N-267 - N-285 - N-300 - N-301 - N-302 - N-303 -- N-307 - N-311 - N-320 - N-321 - N-322 - N-330 - N-370
- Secuencia F-_ (Cazas estadounidenses, 1962-presente): ← F-14 - F-15/E/EX/J/STOL/MTD - F-16/XL/VISTA - F-17 - F-18/E/F/G - F-20 - F-21 →